# Hohberghorn
Hohberghorn (4219 m n. m.) je hora ve Walliských Alpách. Leží na území Švýcarska v kantonu Valais nedaleko italské hranice. Náleží do masivu Mischabel. Přiléhá k Stecknadelhornu a Lenzspitze. Na vrchol je možné vystoupit z Bordierhütte (2886 m n. m.) a Mischabelhütte (3340 m n. m.). Horu obklopují ledovce Hohblam, Ried a Fall.
Na vrchol jako první vystoupili v srpnu 1869 R. B. Heathcote, Franz Biner, Peter Perren a Peter Taugwalder.